# 红色经典
红色经典是一个与红色文化相关的术语。泛指在毛泽东《在延安文艺座谈会上的讲话》（1942年）精神指导下创作的、反映中国共产党领导下的社会政治运动和普通工农兵生活的典范性作品，形式多样，包括小说、戏曲、电影、歌曲等。这本是一个后文革词汇，却蕴涵着与现实相连的文革记忆。最初（1980年代）被用来指称文革中出现的样板戏；后来（1990年代以后）被怀旧情绪驱使着的人们，泛化推广到用它指称在毛泽东《在延安文艺座谈会上的讲话》（1942年）精神指导下创作的反映中国共产党领导下的社会政治运动和普通工农兵生活的典范性作品。不同时期的作品被冠以相同的称呼，说明两者在其基本理念、价值取向（社会理想、道德继承）、创作范式、美学风格上存在某种内在同一性。2004年5月25日，国家广播电影电视总局下发《关于“红色经典”改编电视剧审查管理的通知》对“红色经典”的定义，即“曾在全国引起较大反响的革命历史题材文学名著”。
由于文革十年反复播放样板戏，人们已经养成听唱的下意识习惯，1976年后相当长一段时间里样板戏的选段仍然被照常播放。曾陆续引起巴金等人的批评，遂渐次淡出。1980年代晚期开始有人（崔健）试图以翻唱《南泥湾》等方式，对被认作神圣的红色经典进行解构；后来这成了一种经常性的创作（对此当时的批判声极其强烈浩大，其后渐次式微）。这种诉诸感性的颠覆方式（文学方面以王朔为代表）比理性批判的效力更大、更直接。1990年代以来，红色经典在市场冲击下感到惘然的人们和演艺界借助市场运作手段经营两股动力推动下，出现微弱复兴迹象。从2002年到2004年的两年间有近40部“红色经典”电视剧列入规划批准立项，共约850集。2003年初文学杂志《江南》刊载取材自同名戏剧又加以改写的小说《沙家浜》，引起了一场反对戏说、侮辱红色经典的轩然大波。沙家浜镇、上海市新四军历史研究会分别向《江南》杂志社提交了抗议书。包括《芦荡火种》的原作者文牧先生的夫人以及上海沪剧院的党总支书记金女士在内的人士，均对所谓“戏说”表示了极大的愤慨和谴责，文牧夫人则表示保留法律追诉权。
2004年4月，国家广播电影电视总局颁布了《关于认真对待红色经典改编电视剧有关问题的通知》，禁止戏说红色经典。认定《林海雪原》、《紅色娘子軍》、《紅岩》、《小兵張嘎》、《紅日》、《红旗谱》、《烈火金剛》等红色经典改编电视剧存在着“误读原著、误导观众、误解市场”的“低俗化”问题，改编者没有理解乃至歪曲了原著的核心精神、表现的时代背景和社会本质。片面追求收视率和娱乐性，在主要人物、英雄人物身上编织太多情感纠葛，刻意挖掘所谓“多重性格”，在反面人物塑造上又追求所谓“人性化”，肆意扩大原著容量，“稀释”原著，影响了原著的完整性、严肃性和经典性。5月，国家广播电影电视总局开始“净化荧屏工程”。5月25日，下发《关于“红色经典”改编电视剧审查管理的通知》，要求“红色经典”电视剧要尊重原著精神，不许戏说；遇拿不准的剧目，报总局审查处理。并对南京电视台、沈阳电视台和合肥电视台违规播出涉案剧进行通报批评。
有批评说，“如果红色经典真有什么‘亮点’，它也来自国家意识形态的强力渗透和侵犯，来自民间意识在审美形态上依然被顽强地保持并制约所谓革命文艺路线的限制”。“应该让历史来检验，而不是急于禁止。”围绕这一冲突，官方意识形态、商业运作和民间批评者间的纠缠、紧张，还看不到终止的迹象。

## 相关作品
属于“文革”时期样板戏的作品有
革命芭蕾舞剧《红色娘子军》（主演刘庆棠）《白毛女》

革命现代京剧《红灯记》（主演钱浩亮、刘长瑜）《智取威虎山》（主演童祥苓）、《沙家浜》《奇袭白虎团》《海港》。后加上《龙江颂》《杜鹃山》（主演杨春霞）《平原作战》《磐石湾》
交响音乐《沙家浜》

钢琴伴唱《红灯记》（钢琴演奏殷承宗）

钢琴协奏曲《黃河》（同前）。

属于指称典范性的作品有小说《红岩》《红日》《红旗谱》《创业史》（柳青）《山乡巨变》（周立波）《青春之歌》《保卫延安》《林海雪原》（被合称为“三红一创，山青保林”）《上海的早晨》（创作于1950年代）《太阳照在桑干河上》（1949年以前）

电影《中华儿女》《铁道游击队》《烈火中永生》《红色娘子军》（导演谢晋）《英雄儿女》（创作于文革前）《闪闪的红星》（文革中）《开国大典》《解放战争三部曲——大决战、大转折、大进军》《周恩来》《焦裕禄》（文革后）

歌曲《义勇军进行曲》《东方红》《保卫黄河》（1949年以前）《没有共产党就没有新中国》《歌唱祖国》《唱支山歌给党听》（文革前）《党啊，亲爱的妈妈》《春天的故事》《我的祖国》《走进新时代》（文革后）。